# Олень (Тульська область)
Олень (рос. Олень) — село у Кірєєвському районі Тульскої області РФ.

## Географія
Село розташоване біля витоків однойменної річки (притока річки Шиворонь, басейн Оки), у 3 км від автомагістралі M4 («Дон»), за 44 км на південний схід від Тули, до районного центру Кірєєвська — 8 км.

## Клімат
У селі помірно-континентальний клімат. 
| Клімат села Олень                          | Клімат села Олень | Клімат села Олень | Клімат села Олень | Клімат села Олень | Клімат села Олень | Клімат села Олень | Клімат села Олень | Клімат села Олень | Клімат села Олень | Клімат села Олень | Клімат села Олень | Клімат села Олень | Клімат села Олень |
| Показник                                   | Січ.              | Лют.              | Бер.              | Квіт.             | Трав.             | Черв.             | Лип.              | Серп.             | Вер.              | Жовт.             | Лист.             | Груд.             | Рік               |
| Середній максимум, °C                      | −9,9              | −3,8              | 2,4               | 11,8              | 19,0              | 22,6              | 25,1              | 23,2              | 17,0              | 9,4               | 1,4               | −3,4              | 10,1              |
| Середня температура, °C                    | −6,8              | −7,3              | −1,7              | 6,8               | 13,3              | 17,1              | 19,4              | 17,4              | 11,7              | 5,6               | −1,1              | −5,8              | 5,7               |
| Середній мінімум, °C                       | −9,7              | −10,9             | −5,5              | 1,8               | 7,4               | 11,4              | 13,9              | 12,1              | 7,1               | 2,3               | −3,4              | −8,4              | 1,5               |
| Середня кількість сонячних годин на місяць | 37,2              | 72,8              | 142,6             | 207,0             | 285,2             | 279,0             | 294,5             | 279,0             | 180,0             | 93,0              | 36,0              | 31,0              | 1937,3            |
| Норма опадів, мм                           | 42                | 35                | 30                | 40                | 43                | 76                | 79                | 66                | 59                | 58                | 42                | 44                | 614               |
| Днів з дощем                               | 5                 | 5                 | 6                 | 12                | 13                | 16                | 15                | 13                | 13                | 15                | 12                | 6                 | 131               |
| Днів зі снігом                             | 21                | 22                | 15                | 4                 | 0,2               | 0                 | 0                 | 0                 | 0,3               | 4                 | 13                | 21                | 101               |
| Вологість повітря, %                       | 85                | 82                | 76                | 67                | 64                | 70                | 72                | 74                | 78                | 82                | 86                | 86                | 77                |
| ------------------------------------------ | ----------------- | ----------------- | ----------------- | ----------------- | ----------------- | ----------------- | ----------------- | ----------------- | ----------------- | ----------------- | ----------------- | ----------------- | ----------------- |

## Історія
Вперше згадується у 1765 році. У 1857 році село входило в Богородицький повіт Тульської губернії.
Було адміністративним центром Оленьського сільського округу. З 2005 року село входить у Муніципальне утворення Деділовське.

## Населення
Населення села, станом на 2010 рік, — 14 осіб.
| 2002 | 2010 |
| ---- | ---- |
| ▬ 33 | ▼ 14 |